# Gulf Stream (Florida)
Gulf Stream es un pueblo ubicado en el condado de Palm Beach en el estado estadounidense de Florida. En el Censo de 2010 tenía una población de 786 habitantes y una densidad poblacional de 367,85 personas por km².

## Geografía
Gulf Stream se encuentra ubicado en las coordenadas 26°29′9″N 80°3′27″O / 26.48583, -80.05750. Según la Oficina del Censo de los Estados Unidos, Gulf Stream tiene una superficie total de 2.14 km², de la cual 1.91 km² corresponden a tierra firme y (10.42%) 0.22 km² es agua.

## Demografía
Según el censo de 2010, había 786 personas residiendo en Gulf Stream. La densidad de población era de 367,85 hab./km². De los 786 habitantes, Gulf Stream estaba compuesto por el 98.47% blancos, el 0.25% eran afroamericanos, el 0% eran amerindios, el 0.64% eran asiáticos, el 0% eran isleños del Pacífico, el 0.51% eran de otras razas y el 0.13% pertenecían a dos o más razas. Del total de la población el 4.33% eran hispanos o latinos de cualquier raza.

## Celebridades
- El tenista Kevin Anderson reside aquí.